# Sydney Chapman (politiker)
Sydney Brookes Chapman, född 17 oktober 1935, död 9 oktober 2014, var en brittisk konservativ politiker. Chapman var parlamentsledamot för valkretsen Chipping Barnet 1979–2005. Han kom in i parlamentet första gången 1970. Under John Major tjänstgjorde han en kort period som whip.